# Bouhachana
Bouhachana (o Bou Hachana) è un comune dell'Algeria, situato nella provincia di Guelma.